# L'Ami retrouvé (roman)
Pour le film de Jerry Schatzberg, voir L'Ami retrouvé.
L'Ami retrouvé (titre anglais original : Reunion) est un roman de l'écrivain Fred Uhlman. Il paraît pour la première fois à Londres en 1971. L'histoire du roman se poursuit avec La Lettre de Conrad publié en 1985.
Le livre est précédé d'une préface d'Arthur Koestler qui, qualifiant le livre de « chef-d'œuvre mineur » et de « roman en miniature », le situe entre le roman et la nouvelle.

## Résumé
Le roman raconte une forte amitié entre le narrateur Hans Schwarz, fils d'un médecin juif, et Conrad von Hohenfels, jeune aristocrate, pendant la montée en puissance du régime nazi (en 1932) à Stuttgart.
Hans invite son camarade plusieurs fois chez lui et s'étonne que Conrad ne fasse pas de même. Enfin, Conrad invite Hans mais à chaque fois sans la présence de ses parents. Hans, vexé, lui demande par la suite des explications. C'est alors que Conrad, gêné, explique à Hans que sa mère déteste les Juifs.
Avec l'arrivée au pouvoir de Hitler, le vide se fait autour de Hans, même Conrad l'abandonne. Les parents de Hans, qui soupçonnent les vexations que subit le jeune homme au lycée, décident de l'envoyer à New York, chez ses grands-parents, où il poursuit des études de droit à l'université Harvard dans le Massachusetts et devient avocat. Ses parents se suicident à la suite des persécutions nazies. Hans essaie d'oublier son passé qui se rappellera à lui de façon tragique.
Trente ans plus tard, Hans, qui exerce donc comme avocat, reçoit une demande de souscription du Karl Alexander Gymnasium, son ancien lycée, pour l'inauguration d'un monument à la mémoire des élèves tombés pendant la guerre. Elle est accompagnée d'un fascicule contenant une liste de noms classée par ordre alphabétique dans laquelle Hans reconnaît d'anciens élèves de sa classe. Leurs combats et leurs morts sont décrits. Après une longue hésitation, il se décide à regarder à la lettre H et découvre ce qu'il est advenu de son ami Conrad von Hohenfels, il a été exécuté à la suite d'un complot contre Hitler.

## Personnages
- Hans Schwarz : personnage principal, âgé de 16 ans au début du roman. Il est allemand, juif, fils unique d'un père médecin. Il vit avec sa famille à Stuttgart en Allemagne, dans un quartier riche. Il est réservé et plutôt timide.
- Conrad von Hohenfels : issu d'une famille noble aristocrate et protestante avec un passé prestigieux remontant au XIIe siècle. Il est aussi de nature plutôt timide. Il meurt en 1944 dans les circonstances particulières qui marquent la fin du roman.
- Le père de Conrad : comte connu de tous.
- La mère de Conrad : descendante de la famille royale de Pologne. Antisémite virulente.
- Le père de Hans : médecin juif, vétéran de la Première Guerre mondiale. Un homme avec un front haut, des cheveux gris, une moustache courte et sans véritable religion. C'est un médecin renommé et honoré. Il se sent patriote, plus souabe et plus allemand que juif, tout en étant fier de ses origines et critique le sionisme. Il aime son fils. Se suicide au gaz peu après le départ de son fils, emportant sa femme, la mère de Hans.
- La mère de Hans : née à Nuremberg d'un père avocat, elle aime tendrement son fils et accueille chaleureusement les amis de celui-ci ; elle fréquente les opéras avec des amis.
- Freiherr von Gall : élève du Lycée, fils d'un officier.
- Eisemann : élève sportif voulant être officier.
- Herr Zimmermann : professeur de 50 ans ayant les cheveux, la barbe, la moustache grises et le teint jaune. Il ne possède que deux costumes, l'un pour l'automne et l'hiver et l'autre pour le printemps et l'été. Il porte un pince-nez et dégage l'odeur d'un homme vivant pauvrement.
- Pompetzki : professeur d'Histoire, prussien qui promeut l'idéologie nazie.
- Max Loehr : professeur de gymnastique, petit homme vigoureux, surnommé Max-les-Biceps, il adhère lui aussi à l'idéologie nazie.
- Le baron von Waldeslust.
- Le prince Hubertus Schleim-Gleim-Lichtenstein.

## Élément autobiographique
Dans son autobiographie, Fred Uhlman mentionne : « Deux autres garçons qui allaient à la même école étaient les frères Stauffenberg. L'un d'eux a presque réussi à tuer Hitler. Pour cela, il a été exécuté. »
Fred Uhlman désigne ici Claus von Stauffenberg.

## Adaptations
- Le réalisateur américain Jerry Schatzberg en a réalisé une adaptation cinématographique, sortie en 1989, sous un titre identique : L'Ami retrouvé, sur un scénario de Harold Pinter.